# Comté d'Union (Floride)
Pour les articles homonymes, voir Comté de Union.
Le comté d'Union (en anglais : Union County) est un comté américain situé dans l'État de Floride. Sa population est estimée en 2020 à 16 147 habitants. Établi en 1921, le comté a pour siège la ville de Lake Butler.

## Comtés adjacents
- Comté de Baker (nord)
- Comté d'Alachua (sud-est)
- Comté de Bradford (sud)
- Comté de Columbia (ouest)

## Principales villes
- Lake Butler
- Raiford
- Worthington Springs

## Démographie
| Groupe                           | Comté d'Union | Floride | États-Unis |
| -------------------------------- | ------------- | ------- | ---------- |
| Blancs                           | 75,0          | 75,0    | 72,4       |
| Afro-Américains                  | 22,2          | 16,0    | 12,6       |
| Métis                            | 1,5           | 2,5     | 2,9        |
| Autres                           | 0,7           | 3,7     | 6,4        |
| Amérindiens                      | 0,4           | 0,4     | 0,9        |
| Asiatiques                       | 0,2           | 2,4     | 4,8        |
| Total                            | 100           | 100     | 100        |
|                                  |               |         |            |
| Hispaniques et Latino-Américains | 4,8           | 22,5    | 16,7       |

| 1930  | 1940  | 1950  | 1960  | 1970  | 1980   |
| ----- | ----- | ----- | ----- | ----- | ------ |
| 7 428 | 7 094 | 8 906 | 6 043 | 8 112 | 10 166 |

| 1990   | 2000   | 2010   | - | - | - |
| ------ | ------ | ------ | - | - | - |
| 10 252 | 13 442 | 15 535 | - | - | - |